# Postirol
Postirol, znany również jako Posti, właśc. Alan Kowalczewski (ur. luty 2000 w Poznaniu) – polski influencer, youtuber, piosenkarz, raper, autor tekstów i lektor.

## Kariera
Mężczyzna utworzył swój kanał muzyczny na YouTube w 2016 roku. Zadebiutował muzycznie w 2018 roku wydając singel „Grzecznie”, który został zrealizowany przez ekipę CrackHouse oraz wydany przez Soul Records. Postirol zakończył współpracę z tą wytwórnią po wydaniu singla „Blok” wraz z Młodym Adeekiem w 2023 roku. W 2023 roku dołączył do Ekipy oraz pojawił się na utworze Mortalcia, wraz z Kingą Banaś, pt. „Bang”. Nagranie w Polsce zdobyło status złotej płyty.

## Dyskografia

### Single

#### Jako główny wykonawca
| Rok  | Tytuł                                          | Najwyższa pozycja na listach | Najwyższa pozycja na listach | Najwyższa pozycja na listach | Najwyższa pozycja na listach | Najwyższa pozycja na listach | Certyfikat          | Sprzedaż       | Album |
| Rok  | Tytuł                                          | AirPlay                      | Spotify                      | Deezer                       | iTunes                       | iTunes                       | Certyfikat          | Sprzedaż       | Album |
| Rok  | Tytuł                                          | POL                          | POL                          | POL                          | POL                          | SE                           | Certyfikat          | Sprzedaż       | Album |
| ---- | ---------------------------------------------- | ---------------------------- | ---------------------------- | ---------------------------- | ---------------------------- | ---------------------------- | ------------------- | -------------- | ----- |
| 2018 | „Grzecznie”                                    | –                            | –                            | –                            | –                            | –                            |                     |                | –     |
| 2018 | „Wrzaski” (gośc. Floral Bugs)                  | –                            | –                            | –                            | –                            | –                            |                     |                | –     |
| 2018 | „Batman” (gośc. Bandura)                       | –                            | –                            | –                            | –                            | –                            |                     |                | –     |
| 2018 | „Kapibara”                                     | –                            | –                            | –                            | –                            | –                            |                     |                | –     |
| 2018 | „Ballada o ludziach (Intro)”                   | –                            | –                            | –                            | –                            | –                            |                     |                | –     |
| 2019 | „Pozytywka”                                    | –                            | –                            | –                            | –                            | –                            |                     |                | –     |
| 2019 | „Pani Fosti” (gośc. Raff J.R.)                 | –                            | –                            | –                            | –                            | –                            |                     |                | –     |
| 2019 | „Lalka” (gośc. Nina)                           | –                            | –                            | –                            | –                            | –                            |                     |                | –     |
| 2020 | „Mata Nui” (oraz coldlone)                     | –                            | –                            | –                            | –                            | –                            |                     |                | –     |
| 2020 | „Betonowa Garda” (oraz Shadox)                 | –                            | –                            | –                            | –                            | –                            |                     |                | –     |
| 2023 | „Blok” (oraz Młody Adeek)                      | –                            | –                            | –                            | –                            | –                            |                     |                | –     |
| 2023 | „Bang” (oraz Mortal, Kinga Banaś)              | 208                          | 157                          | 29                           | 32                           | 7                            | - ZPAV: złota płyta | - POL: 25 000+ | Maze  |
| 2024 | „Dobre Typy” (oraz Świeży, Dobre Typy, Mortal) | –                            | –                            | –                            | –                            | –                            |                     |                | –     |
| 2024 | „Tam gdzie Ty” (oraz Mortal)                   | –                            | –                            | 13                           | 15                           | –                            |                     |                | –     |

#### Jako wykonawca gościnny
| Rok  | Tytuł                                           | Album     |
| ---- | ----------------------------------------------- | --------- |
| 2019 | „Netflix” (Raff J.R. gośc. Postirol)            | Enigma    |
| 2020 | „Mokujin” (GRAVE gośc. Postirol)                | Trapsodia |
| 2021 | „Gryfek” (Shadox gośc. Postirol)                | Alohomora |
| 2021 | „Śmierciożercy” (Shadox gośc. Postirol, Oliwka) | Alohomora |
| 2024 | „Bungee” (Mortal gośc. Postirol)                | Maze      |
| 2024 | „Za Parę Lat” (Mortal gośc. Postirol)           | Maze      |

### Single promocyjne
| Rok  | Tytuł                                                         | Najwyższa pozycja na listach |
| Rok  | Tytuł                                                         | POL                          |
| ---- | ------------------------------------------------------------- | ---------------------------- |
| 2025 | „Labubu” (Postirol, Friz, Kacper Błoński, Hi Hania, Kartonii) | 5                            |

## Filmografia

### Filmy
- 2025: 100 dni do matury[35][36]

### Programy telewizyjne
- 2024: Mafia w prawdziwym życiu[37]

### Narrator
- 2021–2023: Twoje 5 minut[38]
- 2023–2024: Mafia w prawdziwym życiu[39]
- 2024: Challenger[40]